# Episodi di Lazy Town (prima stagione)
La prima stagione della serie televisiva Lazy Town è andata in onda sulla rete islandese Sjónvarpið dal 16 agosto 2004 al 18 maggio 2006.
In Italia, la stagione è stata trasmessa dal 12 settembre 2005 su Disney Channel, ed in chiaro su Rai 3 dal 16 agosto 2009 poi ripresa su altri canali come Cartoonito fino al 2015.
| n° | Titolo originale          | Titolo italiano                        | Prima TV Islanda  | Prima TV Italia   |
| -- | ------------------------- | -------------------------------------- | ----------------- | ----------------- |
| 1  | Welcome to LazyTown       | Benvenuti a LazyTown                   | 16 agosto 2004    | 12 settembre 2005 |
| 2  | Defeeted                  | Il ballo della tarantola               | 16 agosto 2004    |                   |
| 3  | Sports Day                | Il trita caramelle                     | 17 agosto 2004    |                   |
| 4  | Crystal Caper             | Paura sull'albero                      | 18 agosto 2004    |                   |
| 5  | Sleepless in LazyTown     | La pallina rumorosa                    | 19 agosto 2004    |                   |
| 6  | Swiped Sweets             | Il ladro di torte                      | 20 agosto 2004    |                   |
| 7  | Hero for a Day            | Eroe per un giorno                     | 23 agosto 2004    |                   |
| 8  | Sportafake                | Il falso Sportacus                     | 24 agosto 2004    |                   |
| 9  | Happy Brush Day           | Un regalo utile                        | 25 agosto 2004    |                   |
| 10 | Lazy Scouts               | Viva il campeggio                      | 26 agosto 2004    |                   |
| 11 | Dr. Rottenstein           | Il dottor Rancinstein                  | 27 settembre 2004 |                   |
| 12 | Rottenbeard               | Il segreto della pietra di LazyTown    | 4 ottobre 2004    |                   |
| 13 | Cry Dinosaur              | Un campeggio movimentato               | 25 ottobre 2004   | 2 novembre 2006   |
| 14 | My Treehouse              | La casetta sull'albero                 | 11 novembre 2004  |                   |
| 15 | The Laziest Town          | Lo sport fa bene                       | 6 giugno 2005     |                   |
| 16 | Dear Diary                | Caro diario                            | 7 giugno 2005     |                   |
| 17 | Zap It!                   | L'invisibile Sportacus                 | 8 giugno 2005     |                   |
| 18 | Record's Day              | Uniti si vince                         | 9 giugno 2005     |                   |
| 19 | Prince Stingy             | Uniti si vince                         | 10 giugno 2005    |                   |
| 20 | Pixelspix                 | Il gioco della memoria                 | 11 luglio 2005    |                   |
| 21 | Play Day                  | La giornata del gioco                  | 1º agosto 2005    |                   |
| 22 | Remote Control            | Pixel pigro                            | 2 agosto 2005     |                   |
| 23 | Sportacus Who?            | Sportacus chi?                         | 3 agosto 2005     |                   |
| 24 | Soccer Sucker             | La partita truccata                    | 3 agosto 2005     |                   |
| 25 | Miss Roberta              | Le buone maniere                       | 4 agosto 2005     |                   |
| 26 | LazyTown's New Superhero  | Il vice supereroe                      | 14 agosto 2005    |                   |
| 27 | Secret Agent Zero         | Brogli elettorali                      | 21 ottobre 2005   |                   |
| 28 | LazyTown's Greatest Hits  | I grandi successi di LazyTown          | 23 novembre 2005  |                   |
| 29 | LazyTown's Surprise Santa | Il Babbo Natale a sorpresa di LazyTown | 9 dicembre 2005   |                   |
| 30 | Robbie's Greatest Misses  | L'ambito trofeo                        | 7 febbraio 2006   |                   |
| 31 | Sports Candy Festival     | La festa dello Sport-Dolcetto          | 16 maggio 2006    |                   |
| 32 | Dancing Duel              | La gara di ballo                       | 17 maggio 2006    |                   |
| 33 | Ziggy's Alien             | L'alieno                               | 17 maggio 2006    |                   |
| 34 | Sportacus on the Move!    | La posta di Sportacus                  | 18 maggio 2006    |                   |